# Junkers Jumo 222
O Junkers Jumo 222 foi um motor aeronáutico de alta potência, de 24 cilindros, arrefecido a líquido, desenvolvido pela Junkers, sob a gestão de Ferdinand Brandner. Tal era a sua performance que, após a sua criação, a maior parte das aeronaves a pistão criadas na Alemanha durante a Segunda Guerra Mundial teriam a intenção de usar este motor ou, pelo menos, o teriam como hipótese. Contudo, apesar de 289 unidades produzidas, o motor não conseguiu evoluir apesar de grandes esforços e tentativas, um dos motivos que levaram ao cancelamento do projecto Bombardeiro B.

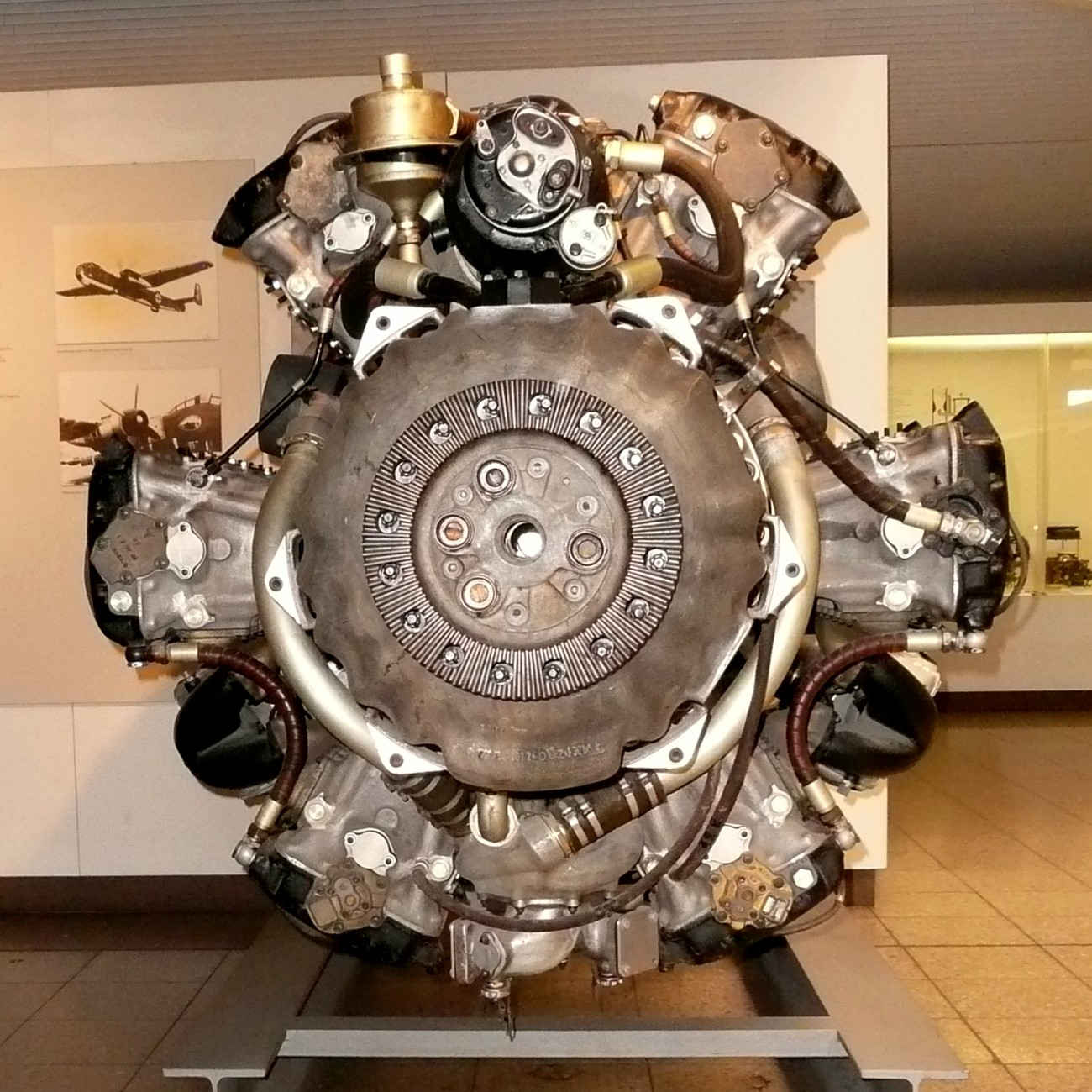
Vista frontal de um Jumo 222 E produzido em 1944.
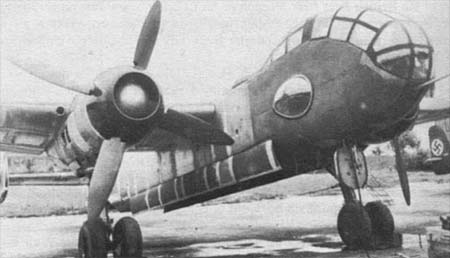
Um protótipo do Junkers Ju 288 equipado com o Jumo 222.

## Aplicações
Projectos de aeronaves destinadas a serem alimentadas pelo Jumo 222:
- Dornier Do 435[1]
- Focke-Wulf Fw 300
- Heinkel He 219
- Heinkel He 277 (uma alternativa relacionada com o Amerika Bomber, não passando de uma proposta em Julho de 1943)
- Hütter Hü 211
- Junkers Ju 288[1]

Protótipos destinados a usar o Jumo 222:
- Arado E.340 (um dos concorrentes no projecto Bombardeiro B)
- Focke-Wulf Fw P.195 (seis ou oito motores Jumo 222; aeronave pesada de transporte aéreo)